# Баркат, Нир
Нир Баркат (ивр. ניר ברקת‎; род. 19 октября 1959 года) — израильский предприниматель и политик, министр экономики Израиля с 2022. В 2008—2018 мэр Иерусалима.

## Биография
Родился в Иерусалиме в семье профессора физики Еврейского университета. Учился в том же университете по специальности информатика, служил в армии Израиля и достиг звания майора. Женат, имеет 3 детей.
В 1988 году основал фирму, которая специализируется на производстве антивирусных компьютерных программ.
11 ноября 2008 года победил на выборах мэра Иерусалима с 52 % голосов. Его соперник Меир Поруш получил 43 %.
В 2013 году вновь баллотировался на пост мэра Иерусалима при поддержке партии «Авода» и, кроме того, фактически получил поддержку от партии «Мерец», чей кандидат, Пепе Алалу, снял свою кандидатуру, чтобы не «похищать» голоса у Барката. Баркат был переизбран на пост мэра, набрав 52 % голосов.